# Jürgen Bönninger

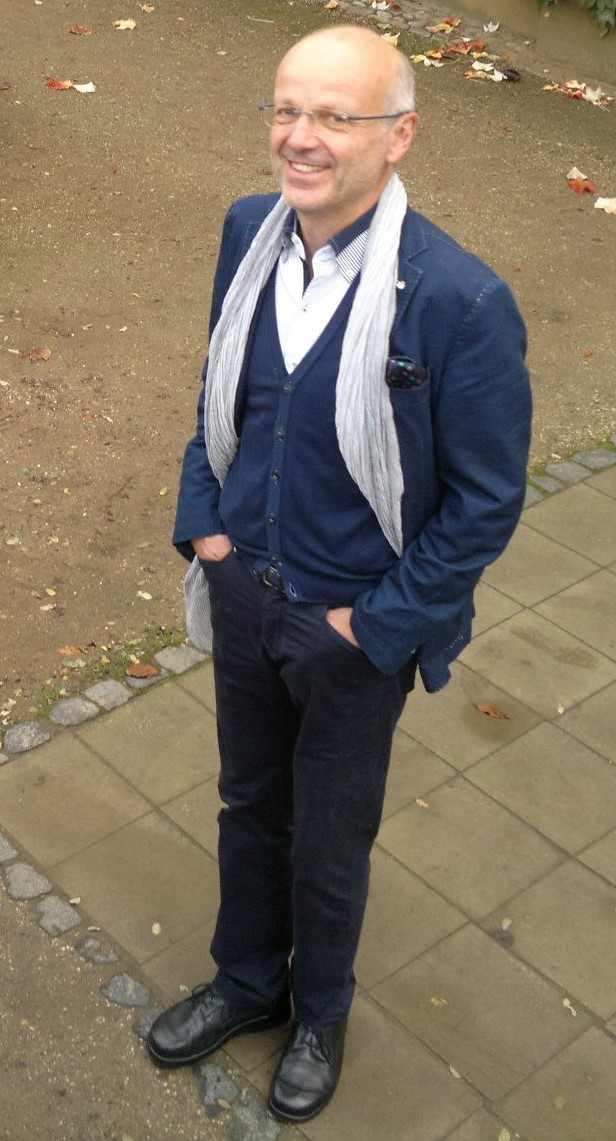
Jürgen Bönninger

Jürgen Bönninger (* 23. Mai 1957 in Leipzig) ist ein deutscher Diplom-Ingenieur, Dr.-Ing. E.h., Autor und Lehrbeauftragter an der HTW Dresden, der DIU und der TUD. Bis zum Eintritt in den Ruhestand 2022 war er Geschäftsführer der FSD Fahrzeugsystemdaten GmbH - Zentrale Stelle nach StVG, ist im DVR-Vorstandsausschuss Fahrzeugtechnik und Mitglied der VDI-Gesellschaft Fahrzeug- und Verkehrstechnik.

## Werdegang
Jürgen Bönninger wuchs in Berlin und Leipzig auf und studierte Maschinenbau an der Technischen Universität Dresden (TUD). Von 1982 bis 1990 war er als Sachverständiger für nationale und internationale Typgenehmigung für das Kraftfahrzeugtechnische Amt der DDR (KTA) tätig. Als das KTA seine Tätigkeit im Zuge der Wiedervereinigung Deutschlands beendete, wurde er einer der acht Gründungsgesellschafter der am 21. März 1990 neugegründeten GmbH TÜV Ost für Verkehrs- und Fahrzeugtechnik, die am 22. Mai 1990 mit der DEKRA GmbH Kraftfahrzeugüberwachungsverein verschmolz. Die Technische Prüfstelle des DEKRA e.V. Dresden wurde von den 6 östlichen Bundesländern genehmigt. Bönninger leitete in dieser bis 2006 die Landesstelle Sachsen.  Er war zwischen 1999 und 2004 Geschäftsführer der TÜV | DEKRA - arge TP 21, deren Schwerpunkt auf dem Gebiet der Weiterentwicklung und Modernisierung der Fahrerlaubnisprüfung liegt. Ihm ist deren Gründung mit zu verdanken. Bönninger gelang die Einbeziehung einer pädagogischen Forschungseinrichtung, denn die Prüfung nach einer Ausbildung unterliegt pädagogischen Grundsätzen. Es handelt sich um das Institut für angewandte Familien-, Kindheits- und Jugendforschung an der Universität Potsdam (IFK e.V.). Mit dessen Direktor Dietmar Sturzbecher ist Bönninger auch durch dessen Lehrtätigkeit an der TUD und HTW Dresden verbunden.
Ab 2004 übernahm Bönninger die Geschäftsführung der neu gegründeten FSD Fahrzeugsystemdaten GmbH - Zentrale Stelle nach StVG, beliehen vom Bundesministerium für Digitales und Verkehr. In dieser Institution sieht Bönninger seine Überzeugung verwirklicht, dass ein moderner Staat die Gemeinwohlziele nicht allein durch politische und administrative Regelungen verwirklichen kann. Vielmehr sollte er sich hierzu auch privater Akteure bedienen.
Von 1987 bis 1991 wirkte Bönninger als Lehrbeauftragter für Nutzfahrzeuge und Sachverständigenwesen an der Hochschule für Verkehrswesen (HfV) Dresden. Seit 2010 ist er Schriftleiter für Fahrsicherheitstechnik, Unfallrekonstruktion und Fahrkompetenz bei der Zeitschrift für Verkehrssicherheit (ZVS). Seit 2012 ist er Lehrbeauftragter für Sachverständigenwesen, Fakultät Maschinenbau/Verfahrenstechnik, an der Hochschule für Technik und Wirtschaft (HTW) Dresden. Seit 2013 ist er Lehrbeauftragter für den Studiengang Fahrzeugsicherheit und Verkehrsunfallforschung an der Dresden International University (DIU). Seit 2021 ist er Lehrbeauftragter für Sachverständigenwesen, Fakultät Verkehrswissenschaften Friedrich List, an der TU Dresden.
Im Jahre 2024 wurde Bönninger von der Hochschule für Technik und Wirtshaft – Dresden – zum Honorarprofessor auf dem Fachgebiet „Verkehrssicherheit/Sachverständigenwesen“  ernannt.

## Gesellschaftliches Engagement
Gemeinsam mit weiteren Bürgerrechtlern war Bönninger an der Gründung der Initiative Demokratische Erneuerung (IDeE) beteiligt und Mitbegründer des Demokratischen Aufbruch in Berlin.
In der Stifterversammlung der Bürgerstiftung Dresden wirkt Bönninger mit. Ein Schwerpunkt für ihn ist die Gedenkstätte Sophienkirche Dresden (DenkRaum); hier engagiert er sich seit Baubeginn 2008. Die erste von vier Stelen spendete 2010 die FSD.

## Auszeichnungen
2010 erhielt Bönninger die Ehrenmedaille des VDI Sachsen.
Am 10. Mai 2012 erhielt Bönninger den Karl-Rederer-Preis für herausragende Leistungen auf dem Gebiet der Verkehrspädagogik.
Am 10. Juni 2017 erhielt Bönninger die Sächsische Verfassungsmedaille für seinen Einsatz für Demokratie, Frieden und Freiheit vor und nach 1989.
2019 erhielt Bönninger die Benz-Daimler-Maybach-Ehrenmedaille des VDI für seine Verdienste um den Ingenieurberuf, im Speziellen für die Kfz-Sachverständigen und die Fahrzeugsicherheit.
2022 wurde Bönninger die Ehrendoktorwürde Dr.-Ing. E. h. der TU Dresden verliehen.
Am 13. Dezember 2023 verlieh der Verband der Motorjournalisten an Bönninger den VdM-Dieselring.

## Veröffentlichungen
- J. Bönninger, D. Sturzbecher (2005). Optimierung der Fahrerlaubnisprüfung: Ein Reformvorschlag für die theoretische Fahrerlaubnisprüfung. Berichte der BASt, Reihe M 168.
- D. Sturzbecher, K. Kammler, J. Bönninger (2005). Möglichkeiten für eine optimierte Aufgabengestaltung bei der computergestützten theoretischen Fahrerlaubnisprüfung. Zeitschrift für Verkehrssicherheit, 51(3), S. 13 1ff.
- D. Sturzbecher, J. Bönninger (2005). Wie geht es weiter mit der neuen theoretischen Fahrerlaubnisprüfung? Z. f. Verkehrssicherheit, 51(2), S. 92 ff.
- J. Bönninger, K. Kammler, D. Sturzbecher, W. Wagner (2005). Theoretische und praktische Fahrerlaubnisprüfung in Europa – Recherchebericht. TÜV|DEKRA arge tp 21.
- D. Sturzbecher, D. Kasper, J. Bönninger, M. Rüdel (2008). Evaluation der Theoretischen Fahrerlaubnisprüfung. Methodische Konzeption und Ergebnisse des Revisionsprojekts („Revisionsbericht“). TÜV|DEKRA arge tp 21.
- J. Bönninger (2008). Erarbeitung innovativer Prüftechnologien für die periodische Fahrzeugüberwachung. In: B. Bäker & A. Unger (Hrsg.), Diagnose in mechatronischen Fahrzeugsystemen: Neue Verfahren für Test, Prüfung und Diagnose von E/E-Systemen im Kfz (S. 60–70). Expert Verlag ISBN 978-3-8169-2821-8.
- D. Sturzbecher, J. Bönninger, M. Rüdel (2008). Optimierung der praktischen Fahrerlaubnisprüfung – Methodische Grundlagen und Möglichkeiten der Weiterentwicklung. TÜV|DEKRA arge tp 21.
- U. Hermann, D. Sturzbecher, J. Bönninger (2008). Gesprächsführung in schwierigen Situationen. Arbeitshilfe für amtlich anerkannte Sachverständige oder Prüfer für den Kraftfahrzeugverkehr. TÜV|DEKRA arge tp 21.
- U. Hermann, D. Sturzbecher, J. Bönninger(2008). Grundlagen von Bewertungs- und Entscheidungsprozessen. Arbeitshilfe für amtlich anerkannte Sachverständige oder Prüfer für den Kraftfahrzeugverkehr. TÜV|DEKRA arge tp 21.
- U. Hermann, D. Sturzbecher, J. Bönninger, J. (2008). Moderne, umweltschonende Fahrweise. Arbeitshilfe für amtlich anerkannte Sachverständige oder Prüfer für den Kraftfahrzeugverkehr. TÜV|DEKRA arge tp 21.
- U. Hermann, D. Sturzbecher, J. Bönninger (2008). Umgang mit Prüfungsangst. Arbeitshilfe für amtlich anerkannte Sachverständige oder Prüfer für den Kraftfahrzeugverkehr. TÜV|DEKRA arge tp 21.
- J. Bönninger, K. Kammler, D. Sturzbecher, (2009). Die Geschichte der Fahrerlaubnisprüfung in Deutschland. Bonn: Kirschbaumverlag. ISBN 978-3-7812-1773-7
- J. Bönninger, B. Weiße, U. Schüppel (2009). Fahrkompetenz und Straßenverkehr im 21. Jahrhundert. Tagungsband DGVP/DGVM Symposium 2009, Weimar.
- D. Sturzbecher, J. Bönninger, M. Rüdel (2010). Praktische Fahrerlaubnisprüfung – Grundlagen und Optimierungsmöglichkeiten: Methodische Grundlagen und Möglichkeiten der Weiterentwicklung. Berichte der BASt, Reihe M 215.
- D. Sturzbecher, J. Bönninger, M. Rüdel (2010). Optimisation of the Practical Driving Test. Methodical foundations and possibilities for further development. Berichte der BASt, Reihe M 168.
- T. Trautmann, B. Müller, T. Staffetius, J. Bönninger, J. van Calker (2010). Fahrerindividuelle Erkennung von fahrdynamischen Grenzwerten. 4. Tagung “Sicherheit durch Fahrerassistenz”, München 2010.
- T. Trautmann, E. Unger, J. Wolter, J. Bönninger, B. Müller, C. Tröger (2010). Entwicklung eines Test- und Bewertungsverfahrens für Adaptive Geschwindigkeitsregelungen. 15. VDI-Fachtagung “Erprobung und Simulation in der Fahrzeugentwicklung”, Baden-Baden 2010.
- D. Sturzbecher, J. Bönninger, M. Rüdel, S. Mörl.  (2008). Fahrerassistenzsysteme und die Prüfung von Fahrkompetenz in der Praktischen Fahrerlaubnisprüfung. Arbeitshilfe für amtlich anerkannte Sachverständige oder Prüfer für den Kraftfahrzeugverkehr. TÜV|DEKRA arge tp 21.
- U. Schüppel, D. Sommer, M. Golz, J. van Calker, J. Bönninger (2012). Erkennung des Fahrerzustandes anhand von Fahrdaten – Eine Machbarkeitsuntersuchung. Z. f. Verkehrssicherheit, 58 (1), S. 18 ff.
- R. Beyer, D. Blumenschein, J.  Bönninger,  J. Grohmann, J. Lehmann, D. Meißner, R.  Paulan,  S. Richter,  M. Stiller, J. van Calker  (2014). Elektrofahrzeuge - Auswirkungen auf die periodisch technische Überwachung. Berichte der BASt, Reihe F 92.
- J. Bönninger (2014). Wem gehören die Daten im Fahrzeug? Das moderne Fahrzeug – Messgerät, Steuergerät, Datenspeicher. Tagungsband Verkehrsgerichtstag, Goslar.
- J. Bönninger, U. Schüppel (2015). Vertrauen erhalten – Datensicherheit und Datenschutz bei modernen Fahrzeugen. Zeitschrift für Verkehrsrecht, 12a, S. 474 ff.
- H. Braun, J. Bönninger, S. Mißbach, R. Süßbier (2015). Erkennen und Bewerten von Mängeln an elektronischen Systemen und Bauteilen im Kraftfahrzeug. Bonn: Kirschbaum Verlag ISBN 978-3-7812-1920-5.
- J. Bönninger (2015). Mobilität im 21. Jahrhundert: sicher, sauber, datengeschützt. Datenschutz und Datensicherheit, 39(6), S. 388 ff.
- J. Bönninger (2015) in SPIEGEL 43/2015 Christian Wüst „Ohnmacht der Prüfer“ Einzelnachweise 301/302 in Abgasskandal
- J. Bönninger (2016). Unternehmertum in Dresden ohne Streben nach Gewinnmaximierung. Dresdner Hefte, S. 128, S. 73 ff.
- R. Schröder, J. Bönninger, N. Göllner (2017). Beliehene im modernen Staat – eine rechtliche Betrachtung der Beliehenenstellung der FSD als Zentrale Stelle. Bonn: Kirschbaum Verlag.
- J. Bönninger (2017). Potenziale und Risiken des fahrerlosen Fahrens – ein Blick in die Zukunft. FSV aktuell, 08-2018, S. 595 ff.
- J. Bönninger, A. Eichelmann, U. Schüppel (2017). Herausforderungen für die Zulassung von hochautomatisierten Fahrfunktionen. Z. f. Verkehrssicherheit, 63(2), S. 53 ff. u. (1) S. 32 ff.
- V. Osterholt, M. Pahlke, F. Rexhäuser, J. Bönninger (2018). Reduzierte Emissionen durch eine 100 Milligramm leichte Nachrüstung: Ergebnisse der Technologie Gernano im praktischen Fahrbetrieb. Conference Emission Control, Dresden.
- J. Bönninger, A. Stoller (2018) Funktionale Sicherheit und Sicherheit der Funktion bezogen auf Hochautomatisierung im Straßenverkehr. Z. f. Verkehrssicherheit, 63(5), S. 234 ff.
- J. Bönninger, A. Eichelmann (2018). Vertrauen erhalten: Datensicherheit und Datenschutz bei modernen Fahrzeugen. Newsletter des Förderprogramms „IKT für Elektromobilität III“, März 2018, S. 6 ff.
- J. Bönninger, A. Eichelmann, O. Methner (2019). Technische Vorschläge zu einer situationsgerechten Information und Entscheidung im vernetzten Auto. In: A. Roßnagel & G. Hornung (Hrsg.), Grundrechtsschutz im Smart Car (S. 355–366). Springer Verlag.
- F. Kablitz, J. Bönninger, L. Hannawald (2019). Untersuchung eines automatischen Blockierverhinderers (ABV) bei Pedelecs. Verkehrsunfall und Fahrzeugtechnik, 57 (2019), S. 296 ff.
- N.Arathymos, J. Bönninger, S. Mißbach (2021). §19 StVZO Änderungen am Fahrzeug und Betriebserlaubnis. Bonn: Kirschbaum Verlag ISBN 978-3-7812-2061-4
- F. Blüthner,  K. Höpping, T. Böhme, J. Bönninger, D. Bönninger  (2021). A Federated Telematics System for access to in-vehicle data – a trustworthy basis for field monitoring of automated vehicles. Tagungsband: 27. ITS World Congress, Hamburg, Germany, 11-15 October 2021.
- .M. Mai, M. Bäumler, M. Lehmann, C. Siebke, K. Blenz, G.Prokop,  J. Bönninger, K. Höpping (2022). „Die Dresdner Methode“ - Ein Baukasten zur ganzheitlichen Bewertung aktiver Sicherheits- und automatisierter Fahrfunktionen. Tagungsband 13. VDI Tagung Fahrzeugsicherheit, VDI Berichte 2387, S. 419-434, Düsseldorf: VDI Verlag.
- G. Prokop, T. Tüschen, N. Eisenköck,  J. Bönninger (2022). Highly immersive driving simulator for scenario based testing of automated driving functions. Tagungsband 13. VDI Tagung Fahrzeugsicherheit, VDI Berichte2387, S. 327-340, Düsseldorf: VDI Verlag.
- J. Bönninger, A. Eichelmann  (2022). Mit Technik Unfälle vermeiden und Unfallfolgen mindern. In: VOD (Hrsg.) - Kompendium Verkehrsunfälle und Unfallopfer. Schriftenreihe 1, S. 36-37, VOD: Münster.
- .D. Pillau,  F. Blüthner,J. Lehmann, D. Bönninger,  P. Schuricht, J. Bönninger  (2022). Anwendung von Authentifizierung und Verschlüsselung an der elektronischen Fahrzeugschnittstelle im Rahmen der periodischen Fahrzeugüberwachung. In: B. Bäker & A. Unger, Tagungsband Diagnose in mechatronischen Fahrzeugsystemen XV, S. 158-167, Dresden: TUD press.
- K. Höpping,  J. Bönninger (2022). Life Cycle Management. In: carhs training GmbH, ADAS/ADS Companion 2022/2023, S. 116–118
- J. Bönninger (2022). Der Dresdner Baum. In: Leutheusser-Schnarrenberger, S. (Hrsg.), In liberaler Mission (S. 94-97). Basel: NZZ libro.
- .J. Bönninger, K. Höpping, F. Blüthner (2022). Bewertung von Risiken vor und nach Genehmigung neuer Fahrzeugtechnologien. Tagungsband Gesellschaft für Sicherheitswissenschaft.
- .J. Bönninger, A. Eichelmann, K. Höpping (2022). Prüfung von automat.-vernetzten Fahrzeugen - Bewertung von Risiken vor und nach der Genehmigung. Blutalkohol, 59(4), S. 305 ff.
- .J. Bönninger, G. Prokop, D. Sturzbecher (2023). VDI-Richtlinie zu zeitgemäßen Kompetenzen und zur Ausbildung von Sachverständigen für Kraftfahrwesen und Straßenverkehr. ATZ  extra, S. 12–16
- J. Bönninger, A. Eichelmann (2023). Mit Fahrzeugtechnik Unfälle vermeiden und Unfallfolgen mindern. In: VOD (Hrsg.) Kompendium Verkehrsunfälle und Unfallopfer, Schriftenreihe 2,  S. 60-61, VOD: Münster.
- .J. Reiter, O. Methner, J. Bönninger, B. Schenkel (2024). Zertifizierter Datenverkehr für eine sichere und faire Nutzung von Fahrzeugdaten. Z. f. Verkehrssicherheit 69 (1), S. 32–37